# Majalli Whbee

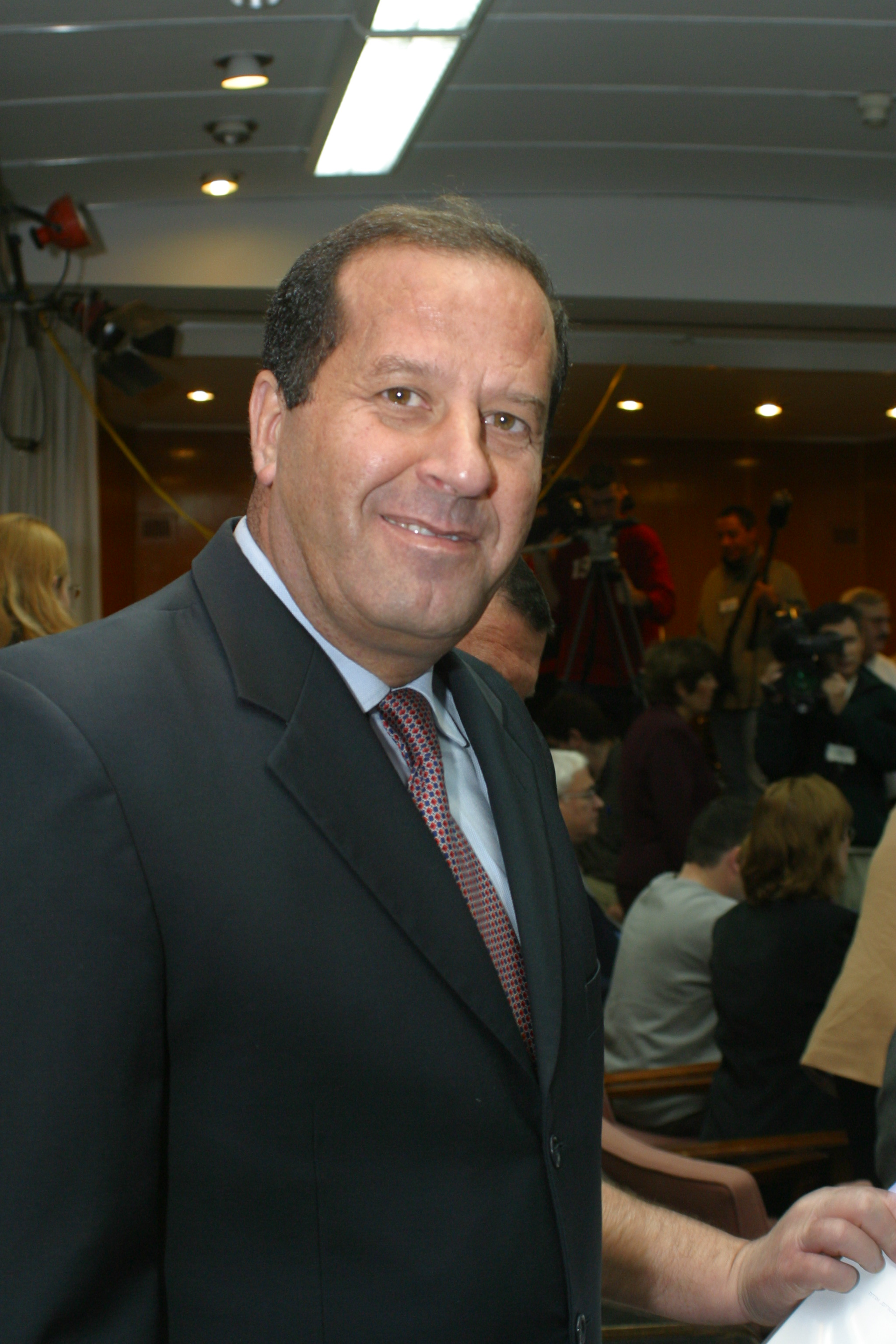
Majalli Whbee

Majalli Whbee (Arabisch: مجلي وهبه, Hebreeuws: מגלי והבה) (Beit Jan, 12 februari 1954) is een Israëlische oud-politicus. Van 2003 tot 2013 had hij zitting in het Israëlische parlement de Knesset, eerst voor de Likoed, later voor Kadima en daarna voor Hatnuah.
Whbee was vicevoorzitter van de Knesset en verving als zodanig parlementsvoorzitter Dalia Itzik. Laatste was vanwege de verwikkelingen rondom president Moshe Katsav van eind januari tot midden juli 2007 waarnemend president.
Vanaf 27 februari 2007 was Whbee voor een week president van Israël vanwege een korte vakantie van Itzik in de Verenigde Staten. Hiermee vervulde voor het eerst een persoon die niet van Joodse komaf is - Whbee is een Druus - de voornamelijk ceremoniële functie van staatshoofd van de staat Israël.